# Protopolyclinidae
Famille
Les Protopolyclinidae sont une famille de tuniciers de l'ordre des Aplousobranchia.

## Liste des genres
Selon World Register of Marine Species (29 octobre 2015) :
- genre Condominium Kott, 1992
- genre Monniotus Millar, 1988
- genre Protopolyclinum Millar, 1960